# Alvin Tehupeiory
Alphina „Alvin“ Tehupeiory (* 5. April 1995 in Hutumuri, Ambon) ist eine indonesische Sprinterin und Hürdenläuferin.

## Sportliche Laufbahn
Erste internationale Erfahrungen sammelte Alvin Tehupeiory im Jahr 2014, als sie bei den Juniorenasienmeisterschaften in Taipeh in 62,39 s die Bronzemedaille im 400-Meter-Hürdenlauf gewann und mit der indonesischen 4-mal-100-Meter-Staffel in 46,80 s den sechsten Platz belegte. 2018 nahm sie im 200-Meter-Lauf an den Asienspielen in Jakarta teil, schied dort aber mit 24,36 s in der ersten Runde aus. Im Jahr darauf erreichte sie bei den Militärweltspielen in Wuhan über 200 Meter das Halbfinale und schied dort mit 24,58 s aus. Im Dezember belegte sie bei den Südostasienspielen in Capas in 11,88 s den siebten Platz im 100-Meter-Lauf und wurde über 200 Meter in 23,82 s Vierte. Zudem erreichte sie mit der Staffel in 45,28 s Rang fünf. 2021 startete sie dank einer Wildcard bei den Olympischen Sommerspielen in Tokio und überstand dort die Vorausscheidung und schied dann mit 11,92 s im Vorlauf aus.
2018 und 2019 wurde Tehupeiory indonesische Meisterin im 200-Meter-Lauf sowie 2018 auch im 400-Meter-Hürdenlauf und 2019 über 100 Meter.

## Persönliche Bestleistungen
- 100 Meter: 11,64 s (−0,9 m/s), 2. August 2019 in Cibinong
- 200 Meter: 23,76 s (+0,4 m/s), 4. August 2019 in Cibinong
- 400 m Hürden: 60,52 s, 12. Februar 2018 in Jakarta